# Argos (Peloponés)
Argos (řecky Άργος- Argos, italsky Argo) je město v Řecku na Peloponéském poloostrově, v kraji Argolis, v blízkosti přístavu Nauplion. Je to jedno z nejstarších měst Řecka. Žije zde přibližně 25 000 obyvatel.

## Mytologie
Prvním králem Argu byl podle mytologie Inachos, syn Ókeana a Tethydy. Inachos měl do Argu přijít z Egypta s mnoha vyhnanci, kteří zde založili město. Podle jiné pověsti byl Argos založen stejnojmenným hrdinou Argem, synem boha Dia a Niobé (dcery peloponéského krále Phoronea a nymfy Teledice). Z Argu pocházeli mnozí řečtí mytičtí hrdinové, například Helena Trojská, Herakles, Perseus a makedonská královská dynastie.

## Jméno
Jméno Argos je pravděpodobně předřecké, pelasgické. Předřeckého původu je i jméno městské pevnosti Larisa. Stejného původu je i jméno celé oblasti, Argolis.

## Dějiny
Starověk

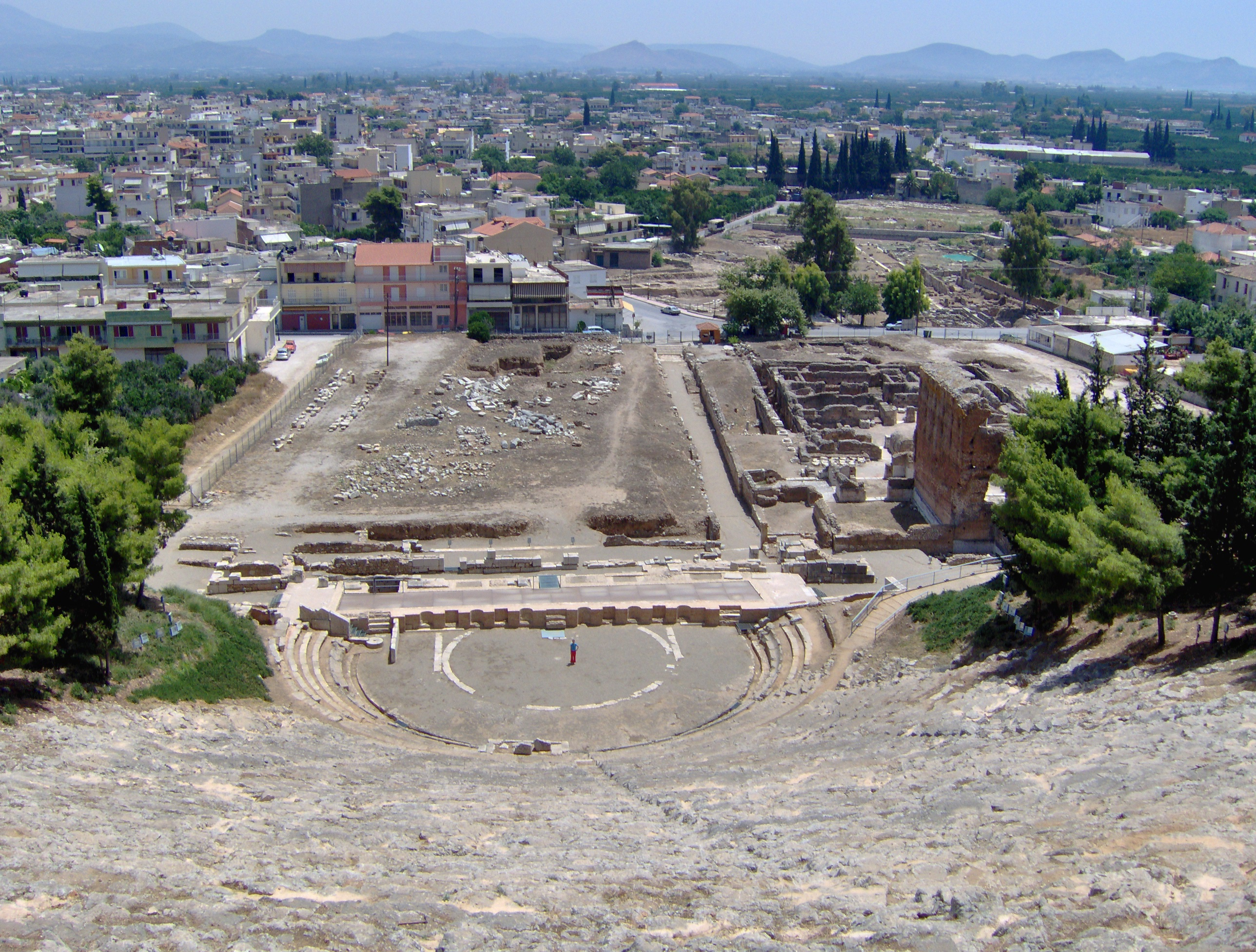
Starověké divadlo a město v pozadí

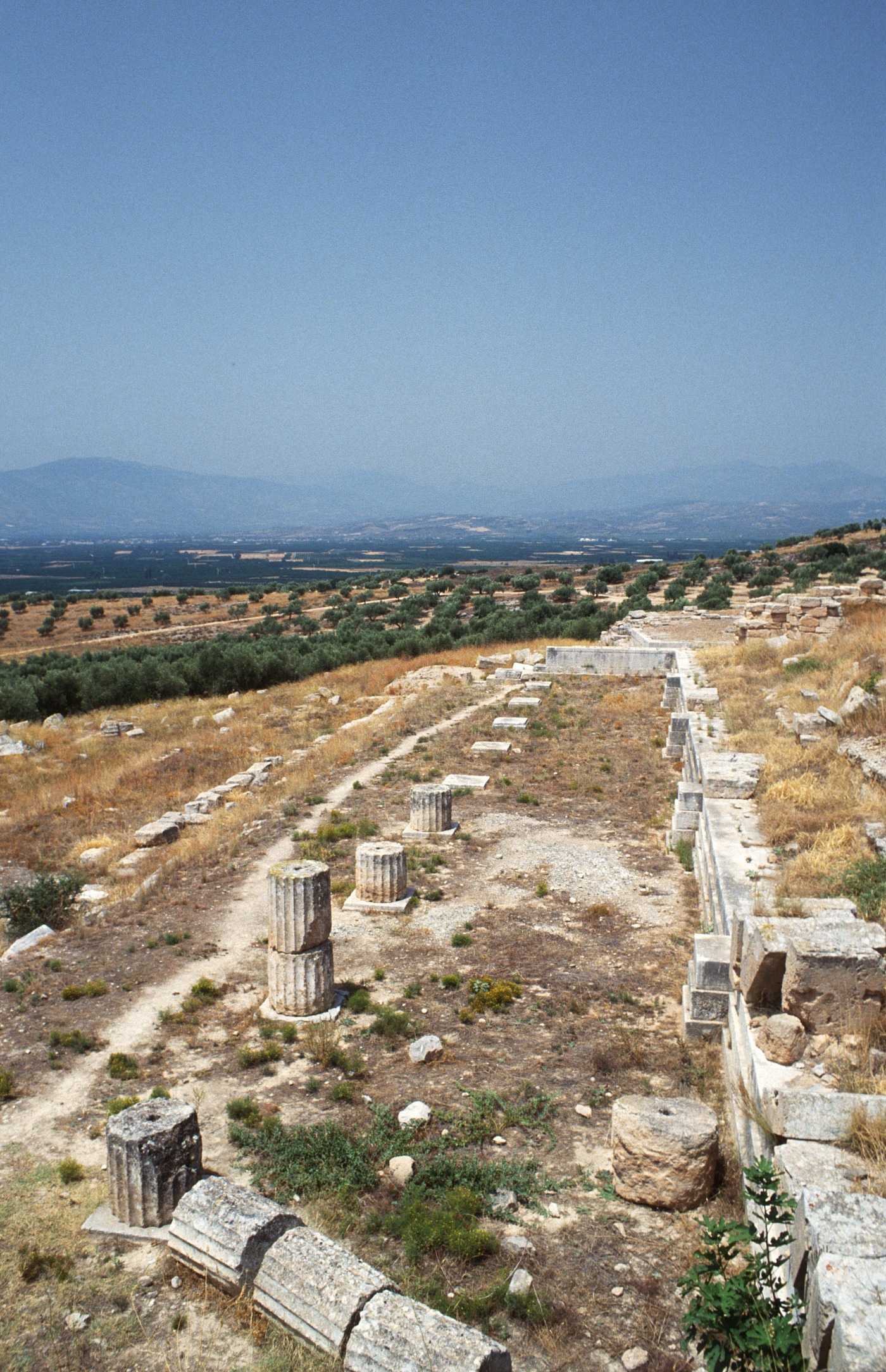
Chrám bohyně Héry

V blízkosti města bylo objeveno i neolitické sídliště. Později zůstalo místo opuštěné; nové osídlení vznikalo kolem roku 2000 př. n. l. a pokračovalo do roku 1600 př. n. l. V této době zde sídlili předřečtí Pelasgové. Město se jménem Argos bylo založeno pravděpodobně během mykénské doby, po roce 1600 př. n. l., kdy sem přišlo řecké obyvatelstvo, ale nestál zde významný palác, jako v sousedních Mykénách či v Tíryntu. Z mykénské doby nejsou dostatečně zachovány nálezy. Argos však vzpomíná Homér jako významné mykénské centrum. Argos mohl ve skutečnosti být jedna z pevností nedalekých Mykén, jelikož i v pozdějším období byla využívána místní pevnost Larisa. Po pádu mykénské civilizace se zde usadili Dórové, kteří se promíchali s původním obyvatelstvem. V 8. stol. př. n. l. začal Argos opět nabírat na důležitosti a tak se dostával do sporů se Spartou. V roce 699 př. n. l. Argos porazil Spartu a ovládl velkou část severního Peloponésu. V 6. století př. n. l. začal slábnout vliv Argu, ze kterého se vymanily Korint a Sikyón, dokonce byly Argejci poraženi Sparťany a Argos vystupoval jako spojenec Atén. Během řecko-perských válek byl podepsán mír se Spartou a Argos se zúčastnil na protiperských válkách. V letech 474–470 př. n. l. působil v Argu ostrakizovaný athénský politik Themistoklés, který přispěl k šíření nových antispartských myšlenek a také demokratizaci dlouho aristokracií ovládaného Argu. Vznik jistého stupně demokracie ještě více podnítilo spojenectví se s Aténami za vlády Perikla. V celé první peloponéské válce byl Argos spojencem Atén. V druhé válce však ve městě zvítězila prospartská strana, a tak se Argos spojil se Spartou proti Aténám, později však byla prospartská vláda svržena, zatčena Atéňany a spojenectví se obnovilo až do úplné porážky Atén Sparťany. Síla Argu byla definitivně zlomena. V 3. století př. n. l. již Argos ztratil svou politickou moc, pocházela však odsud známá básnířka Telesilla. Ve 2. století př. n. l. Argos znovu ovládli Sparťané, později se osvobodil a stal se členem Achajského spolku, který v roce 146 př. n. l. ovládli Římané. Během římské vlády zažívá Argos nový velký rozmach, po neklidných předešlých stoletích. Císař Hadrianus zde postavil divadlo, Serapidův chrám, lázně (jedny z největších nejzachovalejších římských lázní v Řecku), odeon a akvadukt. Ve městě se postupně začínalo šířit křesťanství. V roce 267 n. l. Argos vyplenili Gótové, v roce 395 Ostrogóti. V tomto roce se Řecko stalo součástí Východořímské (Byzantské) říše. V 4. a 5. století byly zrenovované všechny městské stavby, jako odeon a divadlo, které byly v minulosti zničeny během zmíněných vpádů barbarů. Postavila se i nová stoa a mnoho křesťanských bazilik. Velká křesťanská bazilika stála na městské akropoli Larisa. Tato bazilika patřila mezi nejstarší baziliky na Peloponésu. Biskup z Arga měl významné postavení.
Byzantská a benátská doba

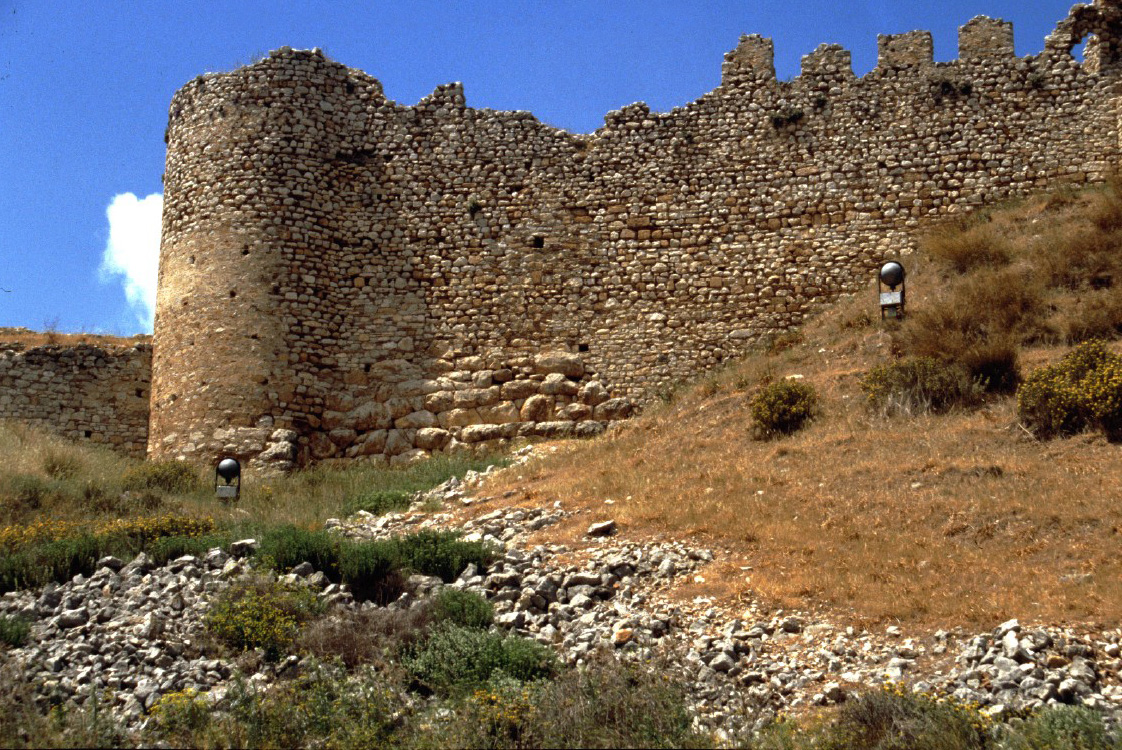
Pevnost Larisa

V roce 552 byl Argos zničen velkým zemětřesením. Následně se na Peloponésu usazují Slované, kteří Argos kompletně zničili. V roce 805 byzantští Řekové porazili řecké Slovany a tak se i Argos vrátil pod byzantskou správu. Bylo obnoveno argejské biskupství. V 9. století zde jako biskup působil jistý sv. Petr z Konstantinopole, který pomohl znovu vybudovat město a vystavěl ve městě mnoho škol. Mezi 10. – 12. stoletím byl již Argos znovu významným městem a obchodním střediskem. V roce 1204 dobyli křižáci Byzantskou říši, ovládli i Argolidu. V roce 1388 ovládli Argolidu Benátčané. Během této doby sídlil v Argu benátský místodržící a katolický biskup. Ve městě žili kromě Řeků i Italové a Francouzi. V této době se ve velké části Argolidy, i v blízkosti města Argos usadili Arvanité (Albánci), kteří zde žijí dodnes. V samotném městě však zůstaly Řekové. V roce 1463 dobyli od Benátčanů Argos osmanští Turci, město se stalo součástí Osmanské říše.
Turecká nadvláda
Po dobytí Argu Turky se velká část místního obyvatelstva vystěhovala do Konstantinopole. Benátky dobyli Argos ještě jednou, ale nakonec ho v roce 1479 předaly Turkům. Benátčané ovládali město naposledy v období od roku 1688 do roku 1715, ale následně ho definitivně ovládli Turci. V 18. století město zcela upadlo, stalo se z něj jen malé provinční osmanské město, přestože místní Řekové stále udržovali obchodní kontakty. Argos se zapojil do Řecké osvobozenecké války dne 23. března 1821, na čele místního povstání stál Stamatelos Antonopulos a významným objektem bojů Řeků a Turků se stala pevnost Larisa.
V Řecku

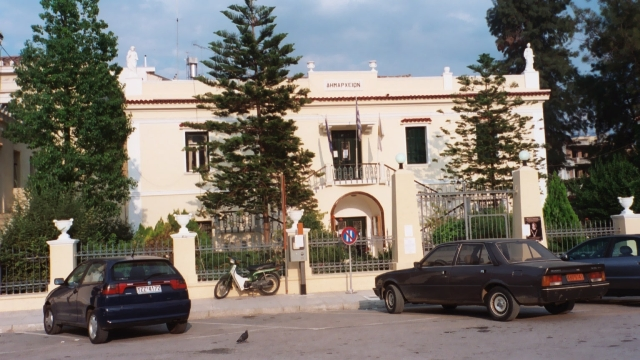
Radnice

Po vzniku Řeckého království po roce 1830 začal opětovný rozmach Argu. Za rozmachem města stál hlavně první představitel Helénské republiky Joannis Kapodistrias, který ve městě postavil nové domy, radnici, kasárna a základní školu. Koncem 19. a začátkem 20. století se z Argu stalo jedno z nejvýznamnějších a nejbohatších měst Řecka. Bohatí podnikatelé zde vystavěli velkolepé neoklasicistní domy, jako tzv. Megaro Konstantopulu (Konstantopulosova budova), nebo nová městská neoklasicistní agora. Po osvobození severního Řecka se z Argu stalo klidné menší město, kterým je i dnes.